# Башня без тени
«Башня без тени» — художественный фильм китайского режиссёра Чжана Лу, главные роли в котором сыграли Синь Байцинь, Хуан Яо, Тянь Чжуанчжуан. Премьера картины состоялась на 73-м Берлинском кинофестивале 18 февраля 2023 года.

## Сюжет
Главный герой фильма — мужчина средних лет, который внезапно получает возможность встретиться с отцом, давно исчезнувшим из его жизни.

## В ролях
- Синь Байцинь
- Хуан Яо
- Тянь Чжуанчжуан
- Ван Хунвэй
- Гаова Сыцинь

## Премьера и восприятие
Премьера картины состоялась на 73-м Берлинском кинофестивале 18 февраля 2023 года. «Башня без тени» была включена в основную программу и претендовала на Золотого медведя.